# グレーヴェン
グレーヴェン (ドイツ語: Greven,  [ˈgreːvn̩], 低地ドイツ語: Graiwen) は、ドイツ連邦共和国ノルトライン＝ヴェストファーレン州ミュンスター行政管区のシュタインフルト郡に属す市である。本市は、ミュンスターとオスナブリュックとの間のミュンスターラント北部に位置する EUREGIO の一部であり、ノルトライン＝ヴェストファーレン地方開発プランで中級中心に位置づけられている。

## 地理
グレーヴェンは、ミュンスターラントのエムス川沿いに位置している。この川は街をグレーヴェン・リンクス・デア・エムス（直訳: エムス左岸のグレーヴェン）とグレーヴェン・レヒツ・デア・エムス（直訳: エムス右岸のグレーヴェン）に分けている。これらは市制施行以前は独立した村落であった。グラーネ川も市域内を流れ、ヘムベルゲン近郊でエムス川に合流する。
ドルトムント＝エムス運河とアウトバーン A1号線が市域を貫いている。ミュンステルシェ・アーはグレーヴェン近郊でエムス川に注いでいるが、市の中心部を直接通ってはいない。市域の東部にフランツ＝フェリックス＝ゼー（湖）がある。
自然保護地域としては、ヴェントルパー・ベルゲンの狩猟区や、市の南部ギムプテ地区付近のボック・ホルター・ベルゲ地域が挙げられる。

### 隣接する市町村
グレーヴェンは、南西から時計回りに、アルテンベルゲ、ノルトヴァルデ、エムスデッテン、ザーベック、ラドベルゲン（以上シュタインフルト郡）、オストベーヴェルン、テルクテ（ともにヴァーレンドルフ郡）、ミュンスター（郡独立市）と境を接している。

### 市の構成
グレーヴェンは、エムス川沿いの中核市区（約 25,300人）、レッケンフェルト市区（約 8,400人）、ギンプテ市区（約 900人）、シュメーデハウゼン市区（約 600人）および、農村小集落のアルドルプ、ボックホルト、フーストルプ、グントルプ、ハンゼラー・フロート、ヘムベルゲン、ヒュットトルプ、マーストルプ、ペントルプ、シュメーデハウゼン、ヴェステローデ、ヴェントルプ（併せて 約 3,300人）に分けられる。

## 歴史

### 地名の由来
グレーヴェンは、集落名 Grevaon（9世紀末の Werdener Urbar に記録されている）に由来するもので、「溝の近く」を意味している。この溝とは、先史時代および古代のエムス川の川筋を表している。

### 古代
グレーヴェンの市域からは、中石器時代の猟師の痕跡（鏃）が出土している。新石器時代の集落跡、青銅器時代の墓、ローマ時代以前の出土品もある。

### 中世

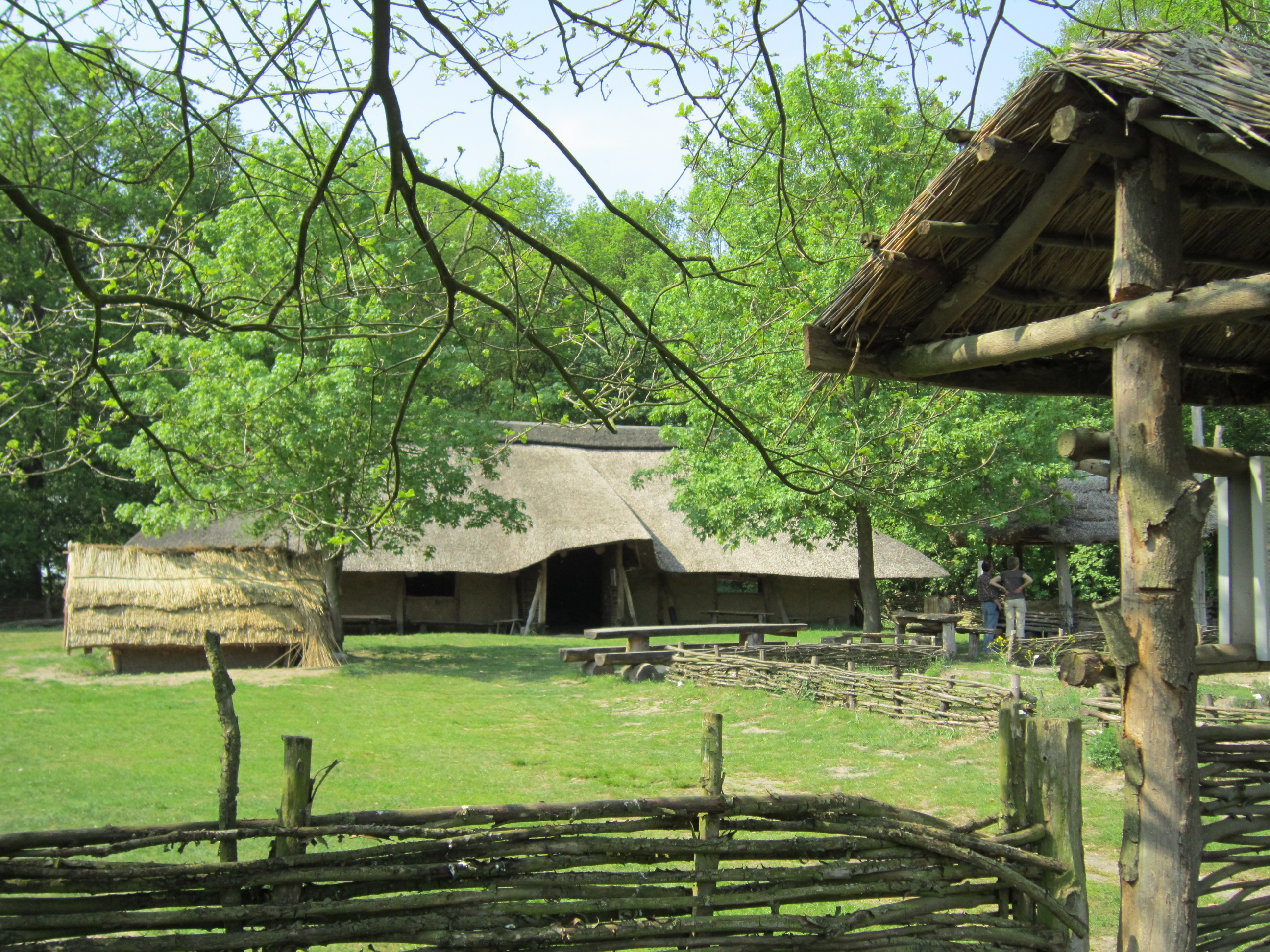
ペントルプのザクセンホーフ野外博物館

ザクセン時代、グレーヴェンはドラインガウの北端に位置していた。この頃に、集落の周辺にいくつかの農場が形成されたと推測される。グレーヴェン＝ペントルプのザクセンホーフ野外博物館は、ミュンスターのゲルマー市区にあった農場を推定復元している。ザクセン戦争（772年 - 804年）以降、フランク人入植地が確認されている。
エムス川の渡渉地に面し、エムス川の航行可能域の終点にあたるグレーヴェンの立地が、長らくこの村落の発展を支えていた。エムス川の渡渉地を護るために、マルクト通りおよびミュンスター通り沿いに1人の代官が治める8つの農場が形成された。793年頃に聖ルドガーによって聖マルティヌス教会が設立された。グレーヴェンは800年頃にルドガー司教によって創設された原始教会区の1つに数えられている。900年頃に "Grevaon" という地名が初めて文書に記録されている。現在のヴェントルプ東産業地区に、900年から1200年までの間の中世の入植地があった。この集落は最近考古学的調査がなされた。1200年以降グレーヴェンは市場開催権を有していた。これはおそらく当時の村の開かれた立地と関係していた。8月の市は地域を超えて重要であった。

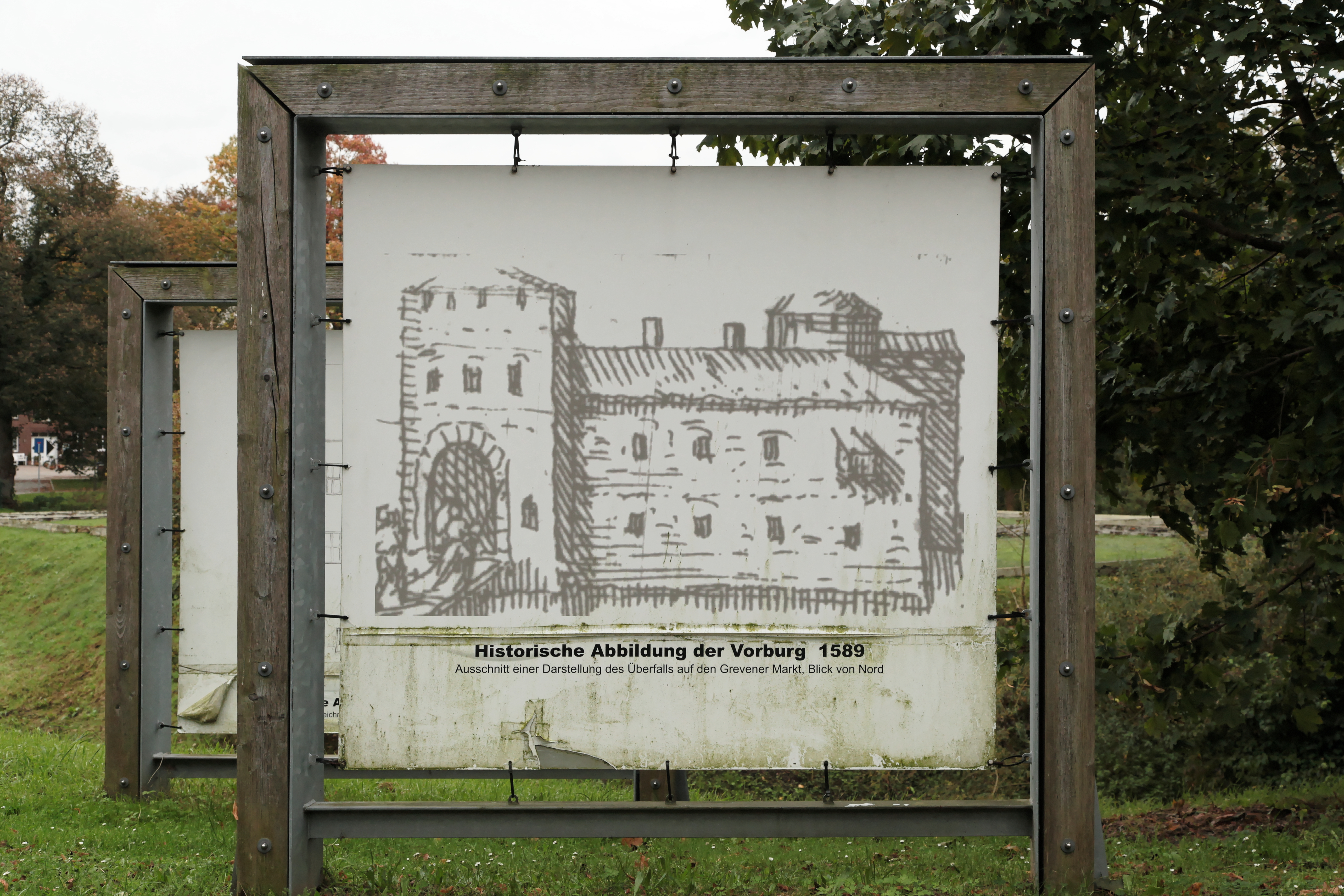
シェーネフリート城の復元図

1256年、エムス川の渡渉地に、騎士のディートリヒ・フォン・シェーネンベーケに属すシェーネフリート城が初めて文献に記録されている。この城は1275年から1276年にエーバーハルト・フォン・ディーストによって破壊された。ディートリヒが強盗騎士であったためである。1335年から1370年までにミュンスター聖堂参事会はほぼ同じ場所に、通行税を徴収し、エムス川の港を護るために新しい城砦を建設した。この城は1803年から荒廃し、現在ではわずかな痕跡が見られるだけである。

### 近世・近代
16世紀末にグレーヴェンは、その好適な地理条件のため、交易によって繁栄した。エムス川の航行はピュンテ（平底の船）で再び活気づいた。グレーヴェンの市場は1598年のオランダ騎士による劇的な襲来によって深刻な凋落に陥り、その結果地域を超えた輝きを失った。
三十年戦争の間やその後の、略奪、疫病、火災がこの集落の衰退を招いた。1700年からやっと、布の交易により再び経済が上昇した。1803年にそれまで司教領主に属していたこの村はプロイセン領となり、1808年からベルク大公国、1811年からフランス帝国に属したが、その後ウィーン会議の結果、再びプロイセン王国の領土となった。プロイセン王国では、行政上、ヴェストファーレン州ミュンスター県ミュンスター郡に属した。
1855年のグレーヴェナー綿糸紡績工場の開設によりグレーヴェンの工業化が始まった。工業化は、主に交易で財をなした商人の投資により促進された。1856年に鉄道ミュンスター - エムデン線が設けられ、1892年から1898年までドルトムント＝エムス運河が開削された。
第一次世界大戦時には、ヘムベルガー農場集落に弾薬保管庫が建設された。ここは戦後レッケンフェルト集落に発展した。1933年の選挙では、約 12 % のグレーヴェン住民が NSDAP に投票しただけで、このカトリックの街では依然中央党が強い勢力を保っていた。1945年2月にグレーヴェンは爆撃を受け、10人が死亡した。1945年の復活祭にイギリスとカナダの部隊がこの街を占領した。
国家社会主義の時代にはグレーヴェンで強制労働が行われていた。

### 戦後
1945年の第二次世界大戦終戦後、グレーヴェンはイギリス管理地区に属した。1950年まで、グレーヴェン北とレッケンフェルトの難民収容所に何千人もの故郷を逐われた人々が収容されていた。そのほとんどがポーランドおよびバルト諸国の出身者であった。この収容所は UNRRA のチームによって運営されていた。
ノルトライン＝ヴェストファーレン州のミュンスター管区行政府の広報紙の発表によれば、グレーヴェン＝ドルフは1950年1月28日に都市権を得た。1894年10月1日にグレーヴェンが分離したグレーヴェン・レヒツ・デア・エムスとグレーヴェン・リンクス・デア・エムスが、1952年8月10日に再び統合された。ギンプテは1975年1月1日に合併した。
1960年代に、紡績業は深刻な危機に直面した。その結果、高い失業率が生じた。ミュンスター/オスナブリュック空港（FMO、1966年開設）周辺に流通業者が進出してきた。

## 住民

### 宗教
2018年12月31日現在、グレーヴェン住民の 49.0 % がローマ＝カトリックを信仰しており、17.6 % が福音主義、33.4 % がその他の宗教または無宗教であった。

#### カトリックの教区組織と教会

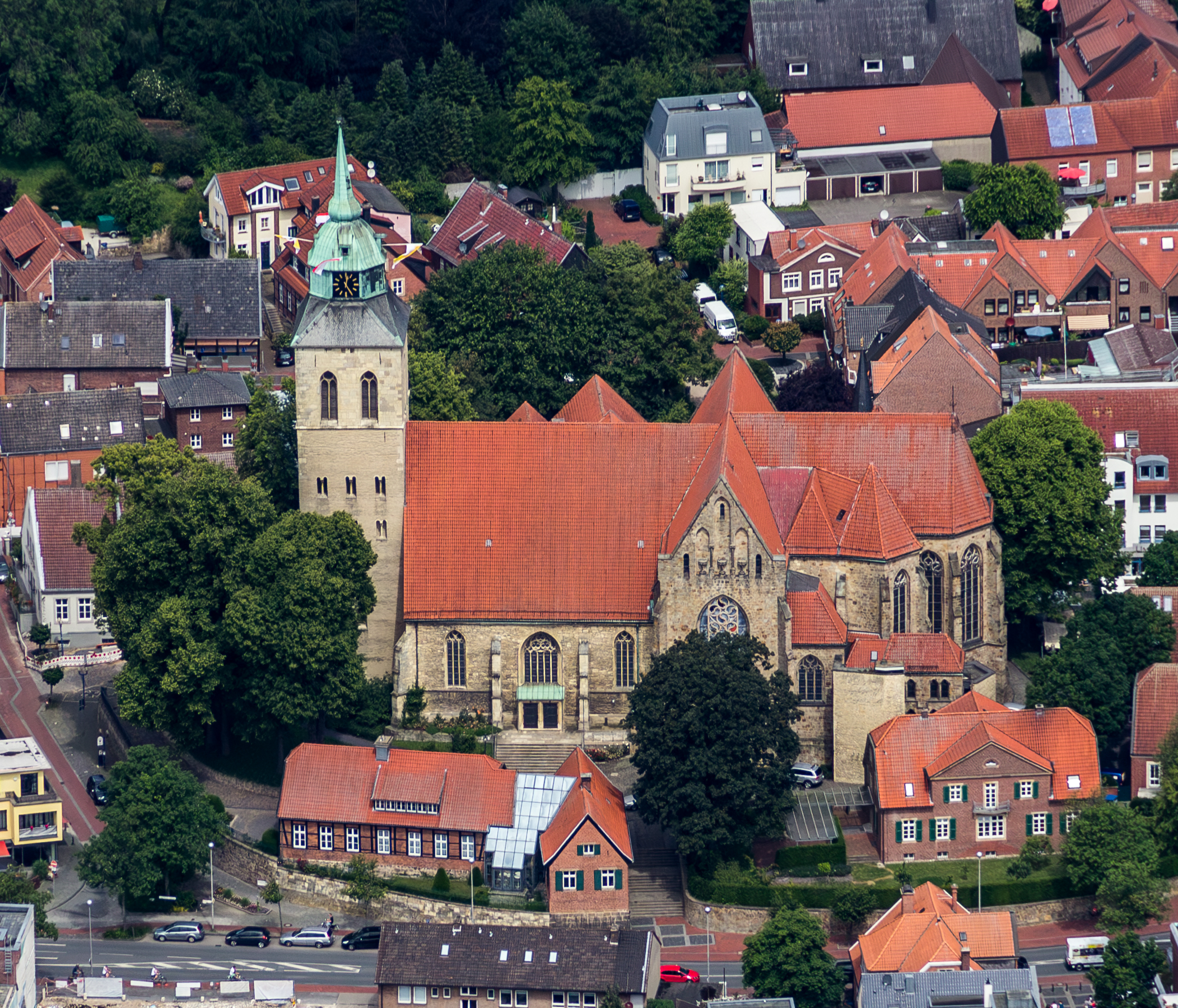
グレーヴェンの聖マルティヌス教会

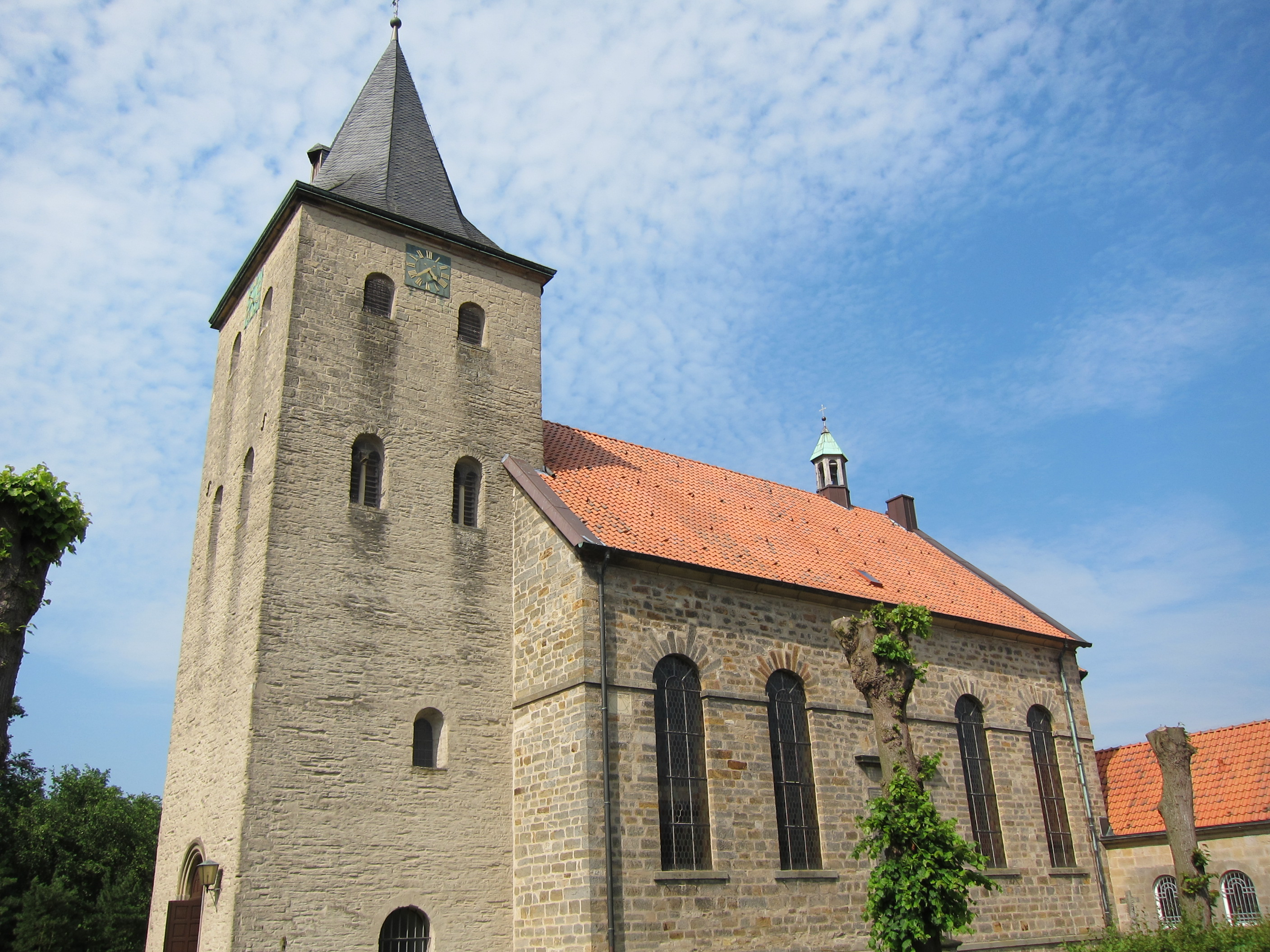
ギンプテの洗礼者聖ヨハネ教会

##### 聖マルティヌス教区と洗礼者聖ヨハネ教区
カトリック教会は、2012年11月に、それまで独立していた聖ルカ教会（グレーヴェン＝ヴェスト）が解体されて以降、2つの教区に分割された。これ以後、聖マルティヌス教区は、6つの教会、聖マルティヌス教会（グレーヴェン中央・レヒツ・デア・エムス）、聖マリア被昇天教会（グレーヴェン南）、聖守護天使教会（シュメーデハウゼン地区）、聖ヴェンデリン教会（ボックホルト地区）、聖ヨーゼフ教会（グレーヴェン西・リンクス・デア・エムス）、聖フランツィスクス教会（レッケンフェルト地区）を包含しており、市域の大部分を占めている。グレーヴェン内市街のマルティヌス教会は、2013年時点で約19,500人のカトリック信者を擁する教会区の教区教会となっている。
この他に小さな教会区洗礼者聖ヨハネ教区がグレーヴェンのギンプテ地区にある。その司祭は通常兼務であり、ミュンスターで司教区の執行部や聖職者の教育を同時に行っている。洗礼者聖ヨハネ教区の信者数は約 700人である。

##### 教会の取り壊し

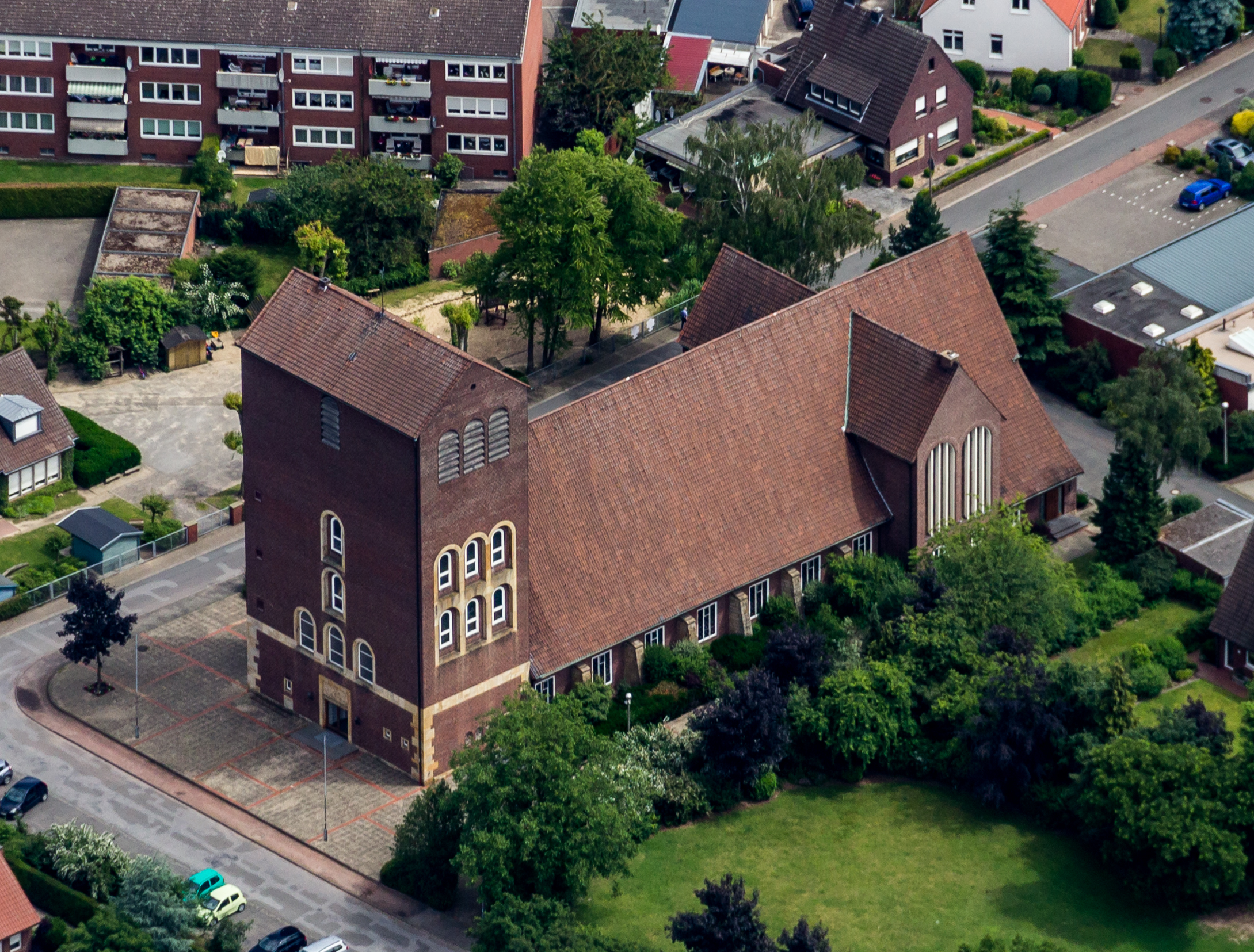
取り壊された聖ヨーゼフ教会

1950年代に建設された聖マリア被昇天教会は、2013年に「ユーゲント教会 MARY'S」と改名され、青年や若い成人を主眼として、伝統的な礼拝よりもターゲットグループに適した機会を提供している。礼拝への参加者数が減少するのに伴い、この教会は隣接する教区集会所とともに完全に、2024年までに完全に放棄されると見られる。
戦後に建設された聖ヨーゼフ教会は2019年1月27日に世俗化され、最終的に取り壊された。同じ場所に、礼拝スペースもグループ活動用のスペースも用意された新しい教会堂の建設が計画されている。取り壊しと新築の背景には、古い教会および隣接する教区集会所の老朽化状態と教会に訪れる人の減少があり、このため新しい教会は240席と、これまでの教会よりもかなり小さい。

#### 福音主義教会
グレーヴェンの福音主義信者は、共通の教会組織に編入されている。彼らは、ヴィルヘルムス広場のクリストゥス教会とレッケンフェルトの救世主教会の2つの教会を有している。

#### トルコ＝イスラム教会
有力なキリスト教会の他に、グレーヴェンにはトルコ＝イスラム教会がある。この教会は DITIB を上位組織とし、トルコの管理部によって任命されたイマームによって運営されている。この組織は、一面ではムスリムの宗教団体であるが、他面ではトルコの祭や伝統を保護育成する文化協会でもある。モスクとしても用いられる集会所はグレーヴェン・リンクス・デア・エムス西部の旧バーンホーフ通りにある。

## 行政

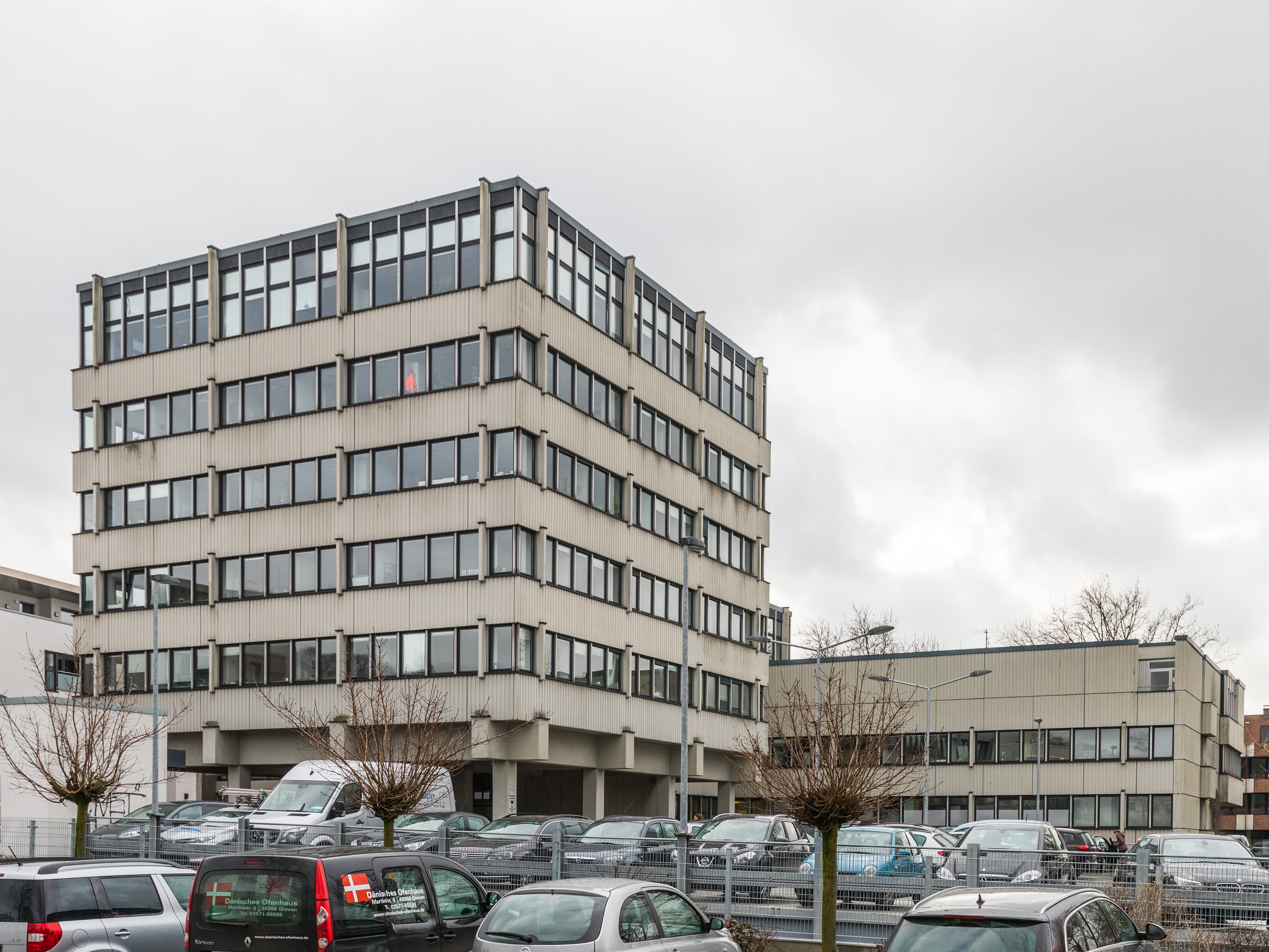
グレーヴェン市庁舎

### 市議会
グレーヴェンの市議会は、2014年の市議会選挙以降 38議席からなる。市議会の議席数は、2009年に比べて10議席削減された。

### 首長
グレーヴェンの市長はペーター・フェネマイヤーである。彼は、2007年の選挙に SPDの候補として当選し、2014年5月の選挙で 51.0 % の票を獲得して対立候補のヨーゼフ・パンホフ (CDU) を破った。市議会で選出された第一副市長ともにこのエムス都市の2頭体制を築いている。
第二次世界大戦後の首長を列記する
- 1945年 - 1946年: ヨハネス・ベルラーゲ
- 1946年 - 1959年: アントン・ミネブッシュ (CDU)
- 1959年 - 1979年: アロイス・ヴェーニング (CDU)
- 1979年 - 1989年: ヨーゼフ・ヘルミヒ (CDU)
- 1989年 - 1995年: フーベルト・ビンダー (SPD)
- 1995年 - 1999年: ルドルフ・シュタイングルーベ (SPD)
- 1999年 - 2003年: エゴン・コリング (CDU)
- 2003年 - 2006年: オラフ・ゲーリッケ (CDU)
- 2007年 - : ペーター・フェネマイヤー (SPD)

グレーヴェンの幟

### 紋章
図柄: 青地に銀色のエムスピュンテ（エムス川を航行する平底船）
1939年にアムト・グレーヴェンとその町は紋章を制定した。1950年に市に昇格するとグレーヴェンは新たに現行の紋章を制定した。この紋章は、1950年3月6日にノルトライン＝ヴェストファーレン州内務大臣によって認可された。青地に銀色のエムスピュンテは、すでに1949年11月22日の都市法文書に現れている。デザインはおそらく、グラフィックデザイナーのマレクによるものである。グレーヴェンの象徴である船は、エムス川の航行の終点であった長い伝統を象徴している。グレーヴェンの旗は白 - 青である。

### 姉妹都市
- モンタルジ（フランス、ロワレ県）1968年

この姉妹都市協定は、相互訪問や、交換学生、スポーツ大会、謝肉祭行事、音楽学校の共同コンサートなどによる友好交流を奨励している。

## 文化と見所

### 建造物

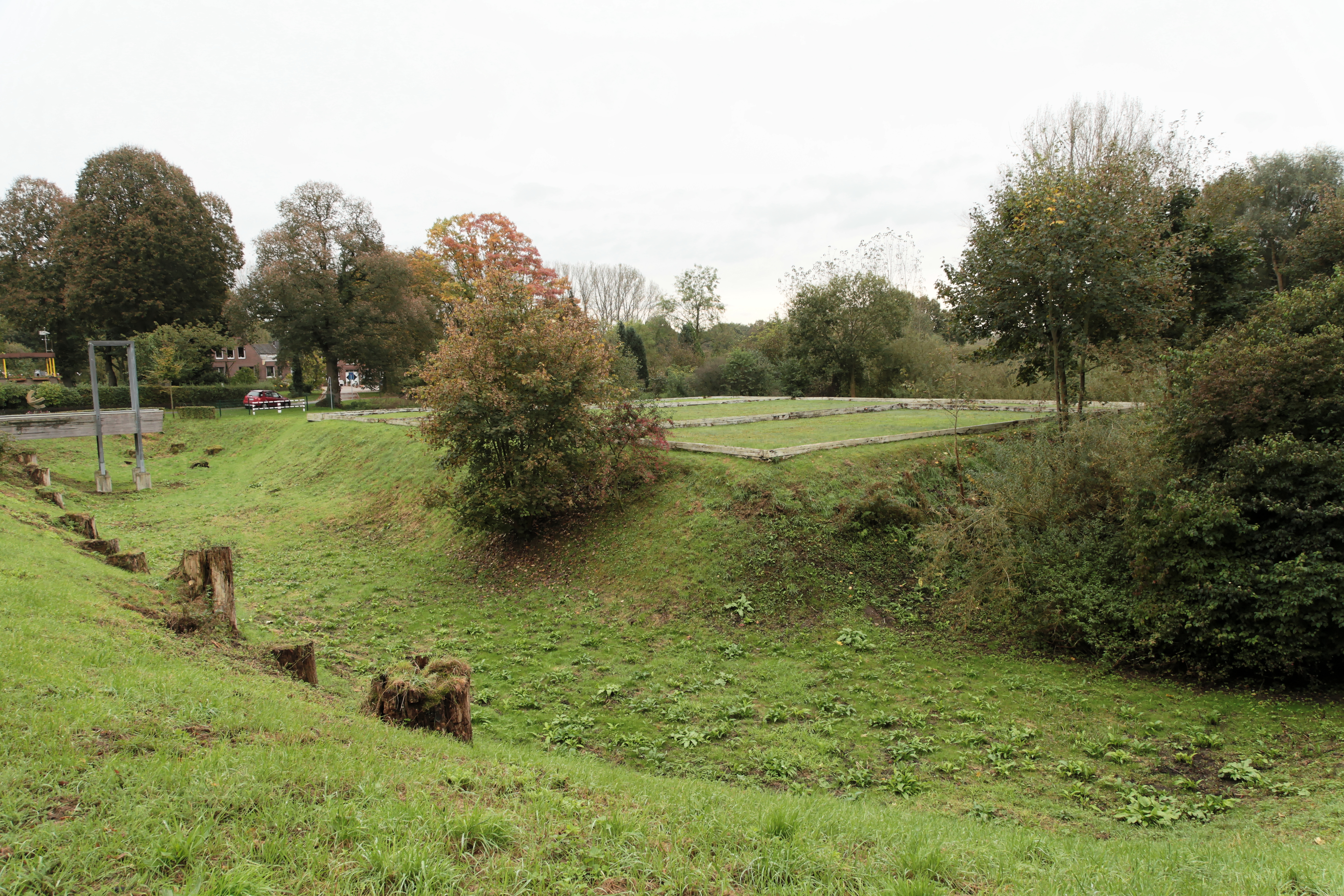
シェーネフリート城跡

グレーヴェンには聖マルティヌス教会以外に三十年戦争以前の建物は存在しない。この教会は、中心部はロマネスク様式、全体はゴシック様式で、ネオゴシック様式に拡張されており、さらにいくつかの部分は古い邸宅から転用されている。かつてエムス川沿いの通行税を徴収するため重要だったシェーネフリート城は基礎壁に至るまで失われている。市内で最も古い農民の家（フィーアシュテンダーハウス）は17世紀に建設されたものである。市の中心部には、後期古典主義様式、歴史主義様式、さらにはユーゲントシュティール様式に至る19世紀の工場主の邸宅がいくつか存在している。多くのガラスとコンクリートで造られたブルータリズム様式の簡潔で意味深い建物としては、建築家ディーター・エスターレンにより1973年に建設されたグレーヴェンの新市庁舎がある。ペントルプ集落には、いわゆるザクセンホーフがある。これは紀元後800年頃の農家の復元家屋で、考古学専門家が重要な役割を果たした。ギンプテ地区の村の教会は、12世紀に造られたミュンスターラントで最も古い洗礼盤がある。

### 文化施設

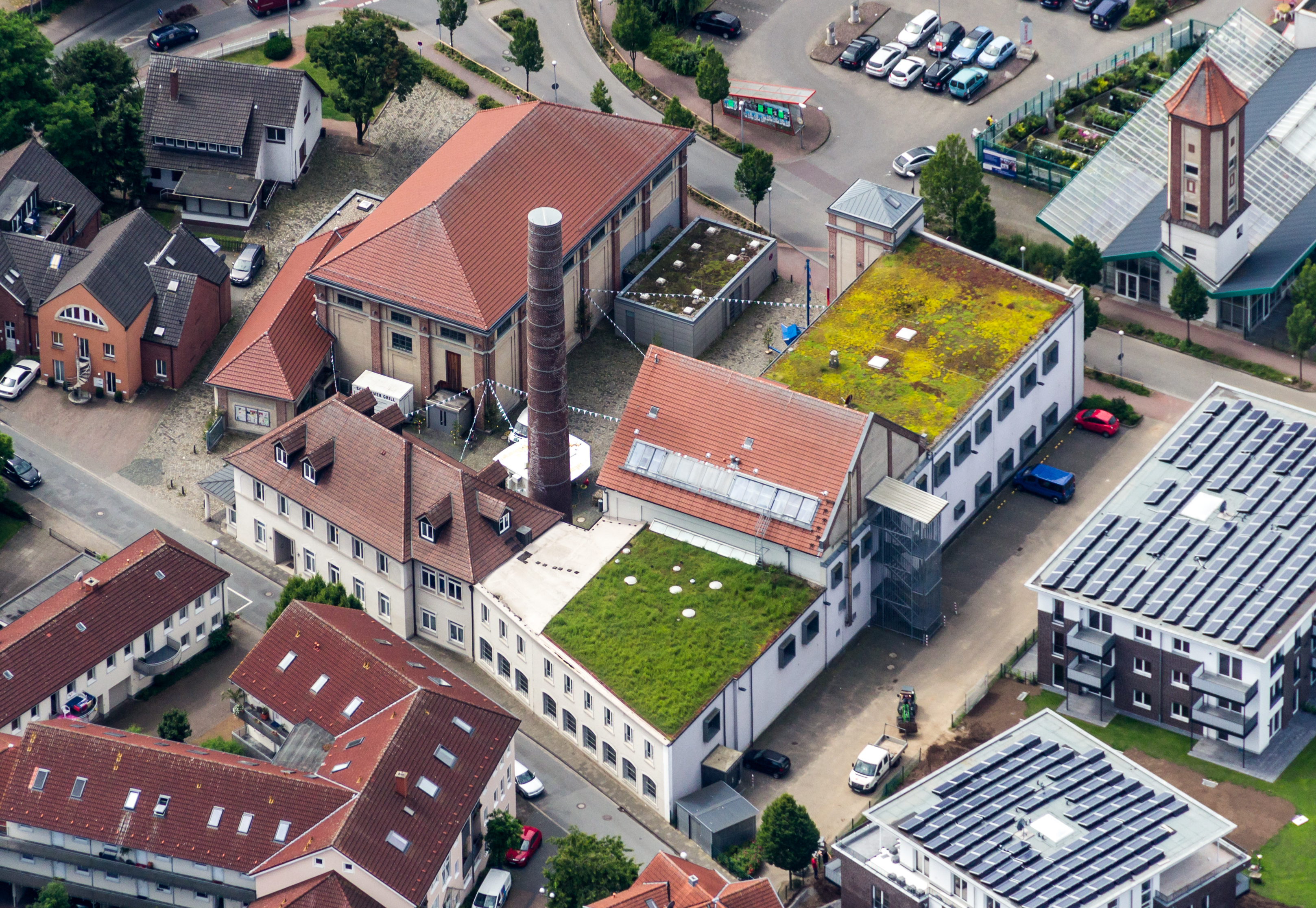
文化センター GBS

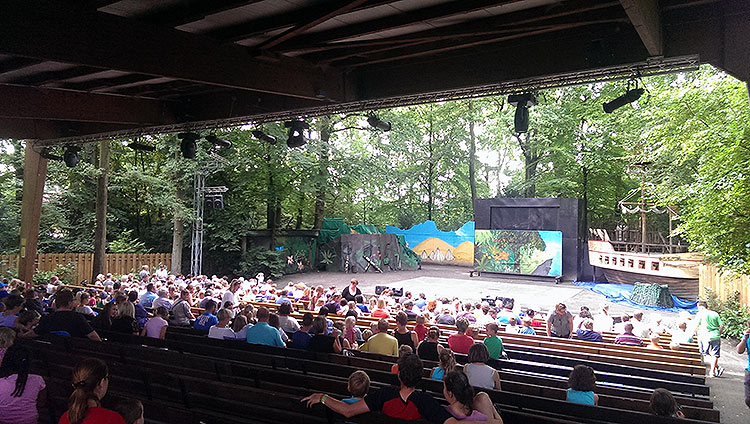
グレーヴェン＝レッケンフェルト野外劇場

- グレーヴェンの文化的中心が、旧綿糸紡績工場の敷地に位置する文化センター GBS である。ここでは、文化サークル「KI」の主導で、キャバレー、ジャズ、シャンソンなどの演芸イベントが定期的に開催されている。
- 2007年から夏季（5月初めから8月末）にイベントシリーズ「グレーヴェン・アン・ディー・エムス」が開催される。内市街に近いエムス川の河原に設けられた広いオープンエアの会場でジャズ、クラシック、ロック、ブルーグラスといった様々なコンサートや音楽フェスティバル、スポーツイベント、毎年開催される中世市のような文化イベントなど、様々な催しが行われる[25]。
- グレーヴェン文化協会は、同時代の芸術家による展覧会を、クンストトゥルムで毎年4回開催している[26]。
- 2016年10月から、地元美術蒐集家からの長期貸与で、パブロ・ピカソの作品集「Diurnes」の30作品が市庁舎に展示されている。これらの作品は特定の日に公開される[27]。
- グレーヴェン＝レッケンフェルト野外劇場は定期的に演劇を上演されている[28]。
- グレーヴェン＝ペントルプの中世初期の農場施設「ザクセンホーフ」の復元は、見学者に6世紀から8世紀の人々の生活を感じさせる。ここでは、かつての有用植物が栽培され、その加工が紹介される[29]。この歴史的な農場施設の一部は、2016年11月に放火によって全焼した[30]。
- イニティアトーレン・デア・アウラコンツェルテは定期的にクラシック音楽のコンサートを組織している。
- エムスデッテン＝グレーヴェン＝ザーベック音楽学校は、交響楽団やビッグバンドを有しており、定期的にコンサートを開催している。
- この他にグレーヴェンには、一連の音楽クラブやアマチュア合唱団があり、定期的に公共の場に出演している。

### スポーツ

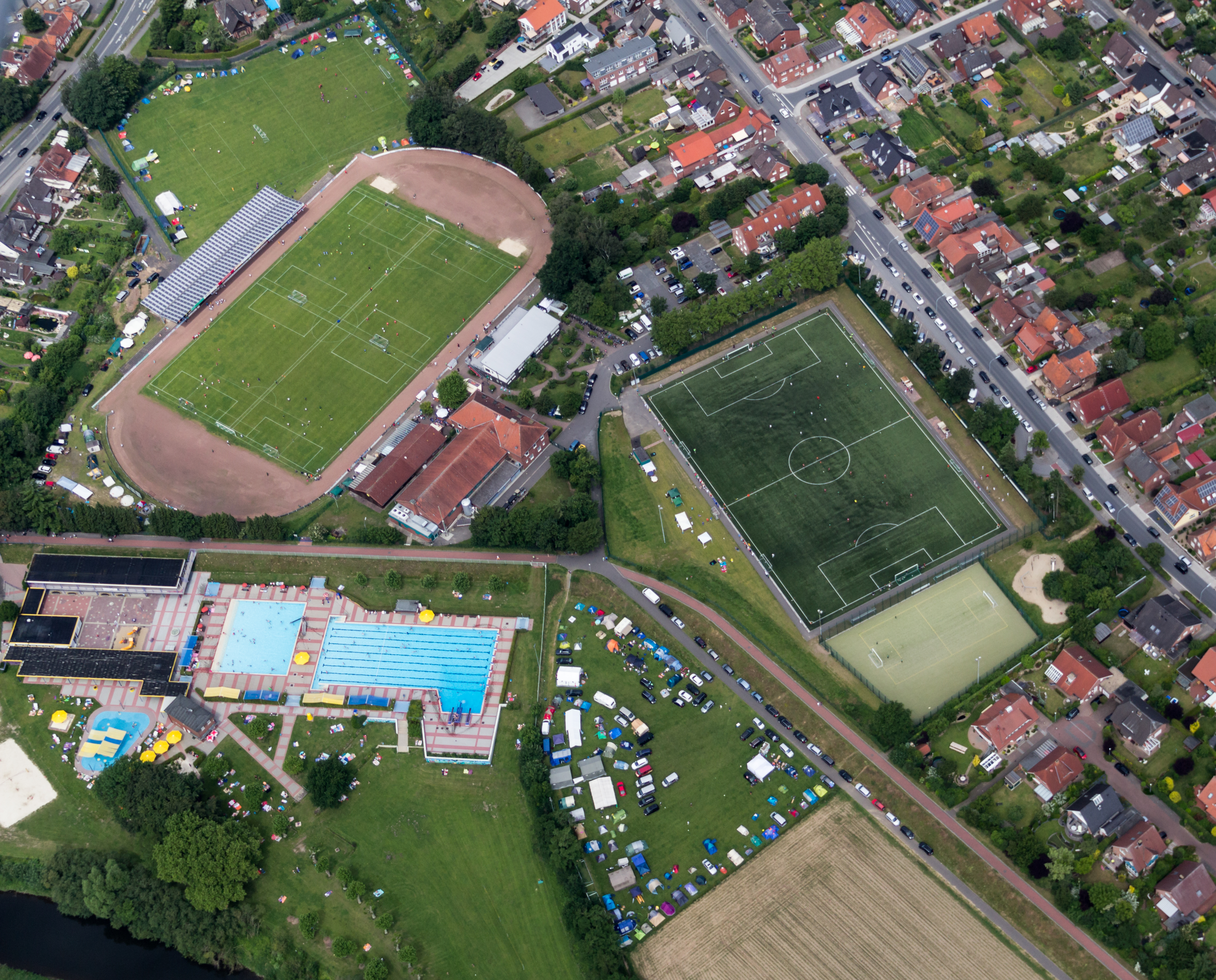
シェーネフリート野外プールとスポーツ広場

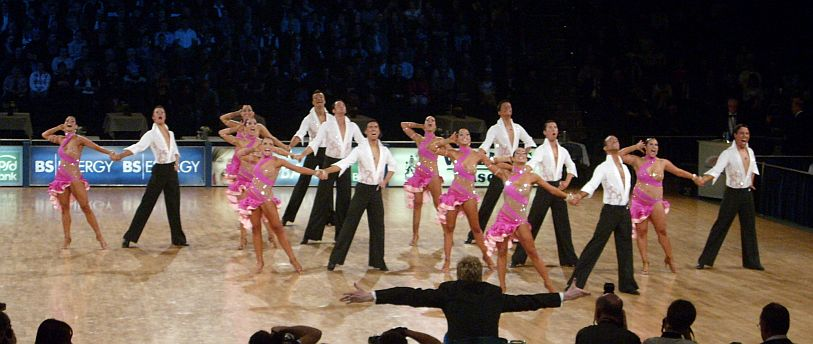
TSC エムス＝カジノ・ブラウ＝ゴルト・グレーヴェン

市の行政案内によれば、グレーヴェンには 30のクラブがあり、43種目のスポーツを楽しむことができる。4つの大きな多種目スポーツクラブ（TVE、SC グレーヴェン 09、DJK ブラウ＝ヴァイス、SC レッケンフェルト）、2つの乗馬クラブ、数多くの小さな、一部は種目を特化したクラブが存在する。また、グレーヴェンには18ホールのゴルフ場、屋内プール、屋外プール、多くのスポーツグラウンドや体育館、乗馬場、滑空場、ヨットハーバーがある。
SC グレーヴェン 09 の女子ハンドボール第1チームは2014/15年シーズン以降、人員不足のためにオーバーリーガ・ヴェストファーレンから降格し、それまでのリザーブ選手が第1女子チームとしてランデスリーガでプレイしている。SC グレーヴェン 09のサッカーチームはベツィルクスリーガに参加している（2016年6月現在）。このチームは過去50年間、ランデスリーガとクライスリーガ A との間を行き来していた。新しい人工芝のグラウンドは、スポンサーと約600人のサッカー部門登録者の尽力により2012年に建設された。TSC エムス＝カジノ・ブラウ＝ゴルト・グレーヴェンのラテンフォーメイション部門は2009年に、ブンデスリーガ2部で第2位となり、ブンデスリーガ1部に昇格した。TVE グレーヴェンのトライアスロン部門第1チームは、NRW-リーガ、TVE グレーヴェンのバレーボールチームはオーバーリーガに所属している。TVE グレーヴェンの空手部門も国内外の大会で成功を収めている。テニスクラブのTC ロート＝ヴァイス・グレーヴェン、TC グリューン＝ヴァイス・レッケンフェルト、トップ・テニスはいずれも成功した、ジュニア育成に熱心なスポーツクラブである。トップ・テニスは、2015年に DJK ブラウ＝ヴァイスと合併し、DJK のテニス部門となった。DJK ブラウ＝ヴァイスの第1卓球チームは2016年にフェアバンツリーガに昇格した。2005年の夏に SC グレーヴェン 09 と SC レッケンフェルトのハンドボール部門が、ハンドボール競技団体ハントバルフロインデ・レッケンフェルト/グレーヴェン 05として統合された。このハントバルフロインデの第1男子チームはクライスリーガでプレイしている。
スポーツのハイライトは、2007年に第1回が開催されたグレーヴェナー＝ビーチ＝カップである。このビーチバレーボール大会には、地元からはハントバルフロインデのチームが、地域外からもビーチバレーボールチームが招待された。エムス川に面した2面のコートで男女併せて20チームが戦った。
この他のグレーヴェンで成功したスポーツ種目が螳螂拳である。スポーツクラブ SC グレーヴェン 09 は「シュタインフルト・カンフー・センター」を提供しており、2009年に螳螂拳のドイツ大会を主催した。また、DJK ブラウ＝ヴァイスにもカンフー部門がある。
1958年にグレーヴェンで唯一の競技射撃クラブ「シースシュポルトフロインデ・グレーヴェン」が設立された。このクラブでは競技射撃が前面に強調されている。シースシュポルトフロインデは 50 m の射撃レーン 4面、空気銃用スタンド 10面、「ラウフェンデ・シャイベ」用スタンド 1面を有している。

## 経済と社会資本

### 労働市場
グレーヴェンは、ミュンスターラント全域と同様に、失業率がかなり低く、2019年5月現在 4.2 % である。これはシュタインフルト郡全体の平均値 (3.8 % ) よりもやや高い。2019年5月のグレーヴェンの失業者数は、910人である。

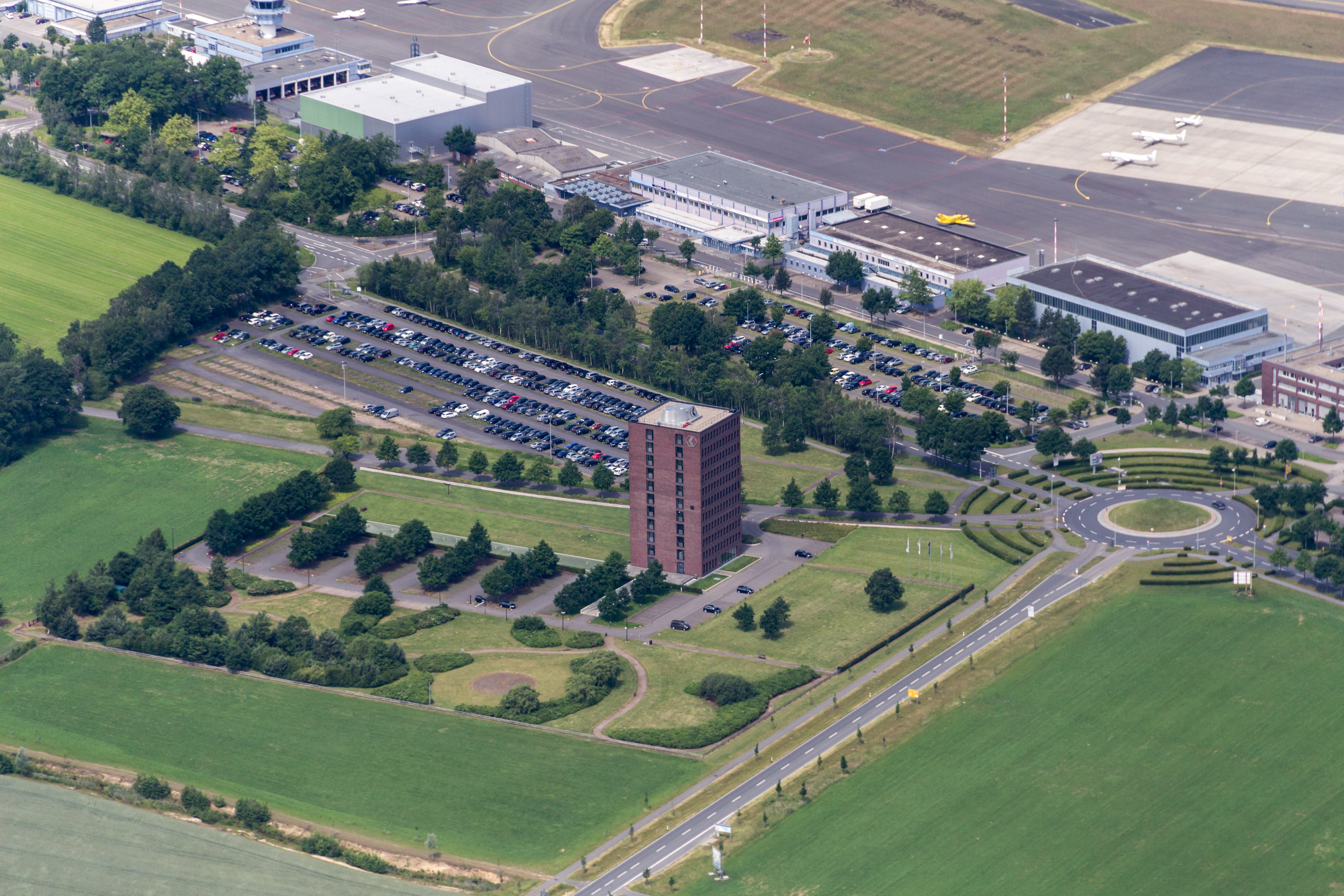
フィーゲの企業センター

### 地元企業
かつてのほぼ純粋な紡績都市が深刻な危機に直面した後、流通業がグレーヴェンにとって特別重要な産業となった。約 3,000人分の職場がこの分野の企業に存在している。特に、フィーゲ、ルーンス、ドイツポストの小包・手紙センター、さらに2006年3月からは通販業者 HSE24 の配送センターが大きな重要性を占めている。ディスカウント業者 Aldi＝ノルトは、広大な中央倉庫に加え、その地方支社を有している。
この街にある最も重要な銀行が、フォルクスバンク・グレーヴェン、シュタインフルト郡貯蓄銀行、ドイツ銀行、コメルツ銀行である。
160社以上の地元企業が、その総合的な利益を代表するグレーヴェン経済フォーラム (WiFo) に加盟している。WiFo の代表は毎年交替する。

### 小売業
2007年にグレーヴェンは、小売業界サービス「マルクト・インテルン」の「1a-ショッピング都市」の称号を授与された最初の街となった。
新しい小売業コンセプト開発のために2017年1月に調査を行った。その結果、小売業者数は 208、総売り場面積は 58,200 m2 であった。総売り場面積は、2009年の値に比べ、6 % にあたる 4,00 m2 減少していた。業者数は 56社 (21 %) 減っていた。売り場は、食品・嗜好品 (26 %)、DIY・園芸用品 (21 %)、家具 (13 %) がその大きな部分を占めていた。小売店208社のうち、大手16社 (8 %) で売り場面積の 53 % を占有していた。
この調査ではさらに、購買力レベルは 100.28 とわずかに連邦平均を上回ったが、購買力はグレーヴェンから流出し、売上高は購買力を約 10 % 下回った。
2017年1月に、42軒、売り場面積 6,000 m2 の空き店舗があった。内市街だけでこのうち25店舗があったが、レッケンフェルトには空き店舗がなかった。グレーヴェン内市街の空き店舗状況は、このコンセプトの起草者によれば「他の変動率を大きく上回っている」。

### 産業地域

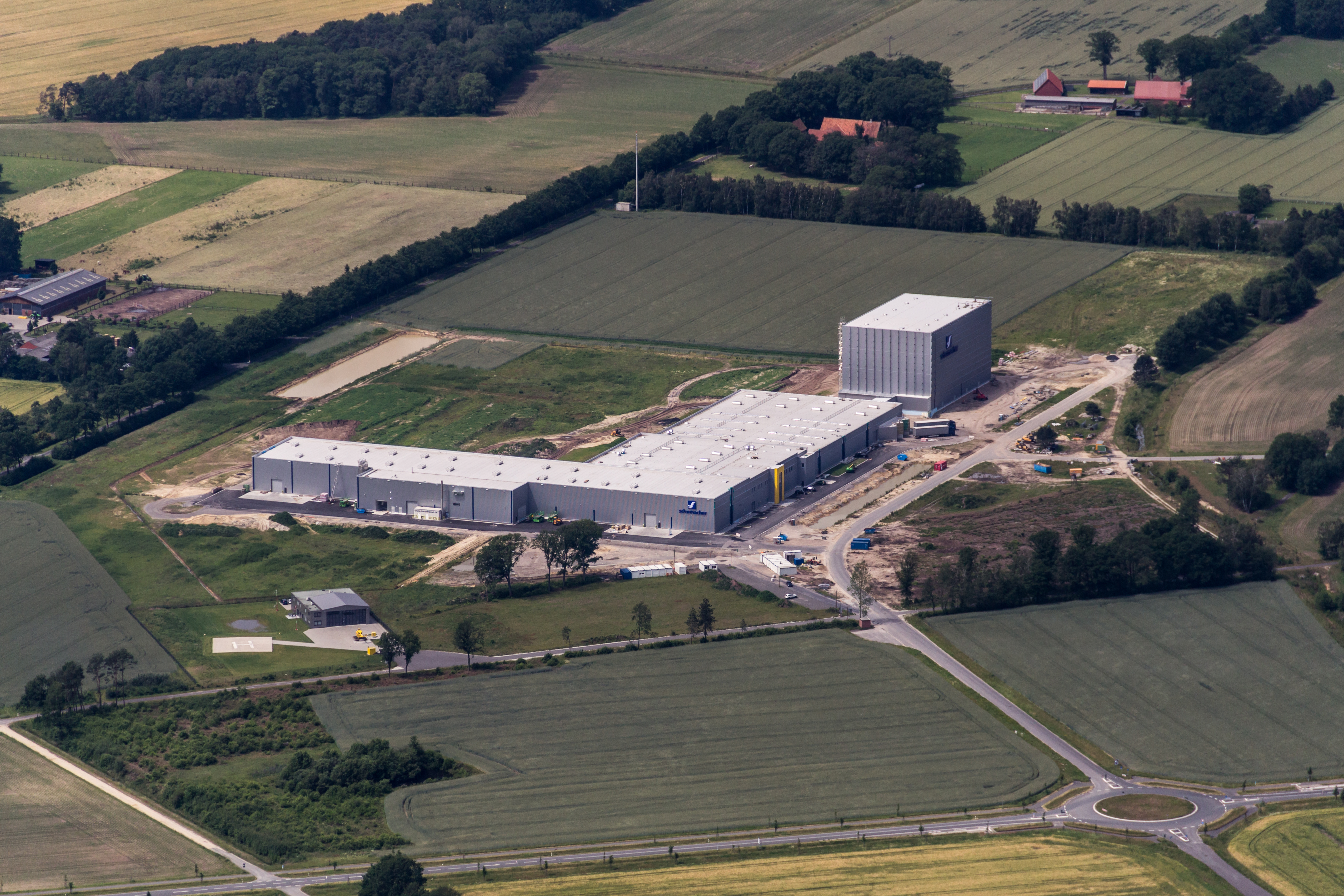
エアポートパークのシューマッハー＝パッケージングの工場

グレーヴェンは、エムスデッテンと共同でレッケンフェルトに大規模な産業地域を開発している。ヴェントルプ東地区に新たな地域が指定された。ミュンスター市およびシュタインフルト郡と共同で、ミュンスター/オスナブリュック空港とアウトバーン A1号線との間に隣接して、広さ 200 ヘクタールの「エアポートパーク」が設けられている。ここには、シューマッハー＝パッケージング＝グループの工場、オーバーフランケン地方のエーバースドルフ・バイ・コーブルクに本社を置く段ボール紙製造工場がある。

### 観光業
グレーヴェンの観光業の最も重要な分野がサイクリングである。グレーヴェン・マーケティング e.V.（旧グレーヴェン交通協会）は、観光サイクリング客に貸し出しが可能な自転車ステーションを運営している。また、この協会のツーリスト・インフォメーションが内市街にある。人気のエムス自転車道がこの街の市域を貫いている。この他に、エムス川でのカヌーや、増加しつつある乗馬ツアーも大きな役割を担っている。グレーヴェンにはたとえば、2つの乗馬クラブや2つのポニーパークがある。2004年8月にドイツ初の障害者も利用できる乗馬道が整備された。その一部がグレーヴェンの市域を通っている。グレーヴェンのヴェストハイデ・キャンプ場には、馬を貸し出す障害者サービスセンターがある。

### 農業
農業は、グレーヴェンにおいて終始重要な役割を担っている。ひどい経済的困窮に陥っている中小農場もある。多くの営農家は、ウシ、ブタ、家禽類を飼育している。一連の飼育用植物、とくにトウモロコシの栽培も行われている。集約的な農業によって地下水の一部に硝酸塩の負荷がかかっている。

### 教育

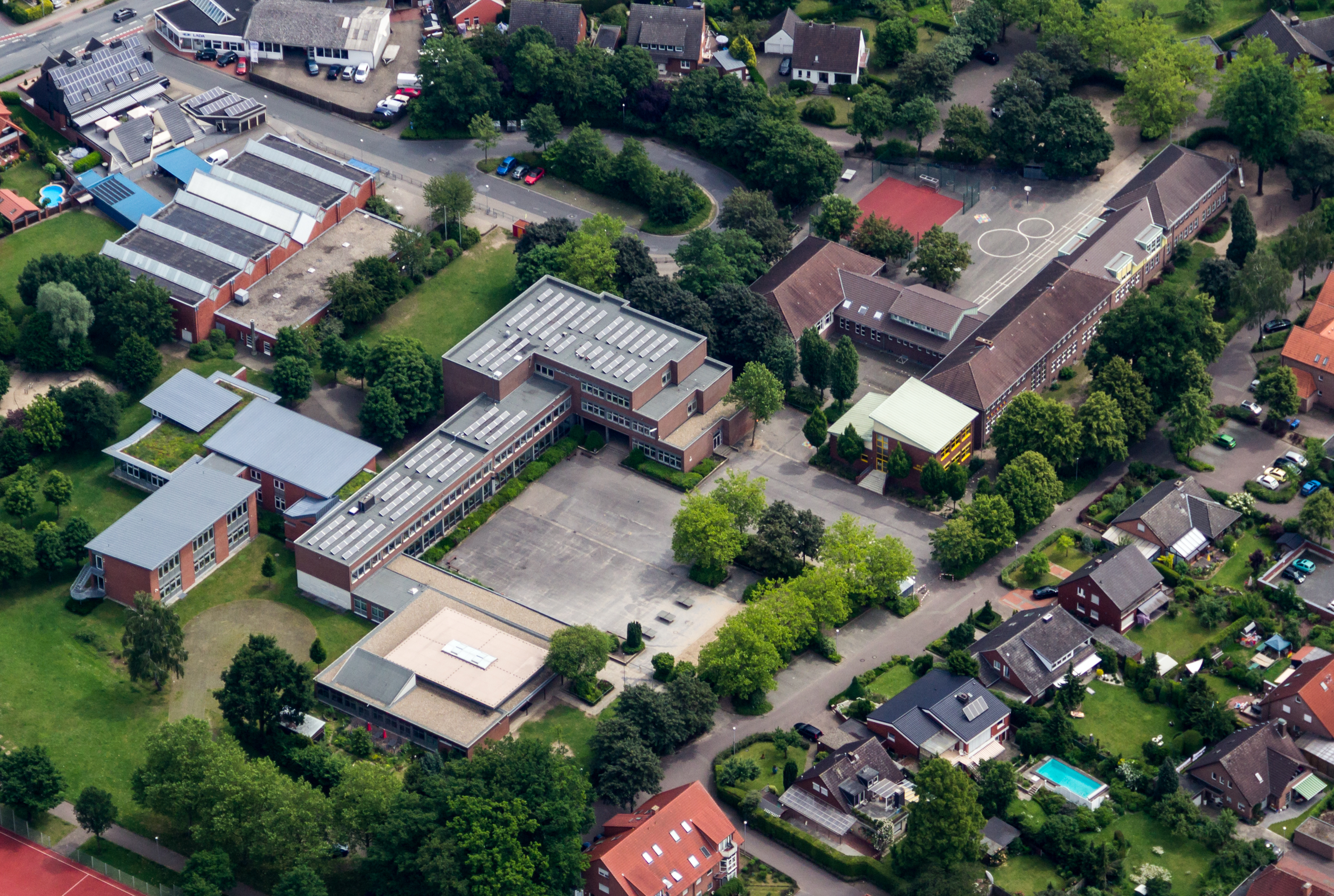
アンネ＝フランク実科学校

#### 学校
グレーヴェンには基礎課程学校が 5校ある: カトリックの聖マリエン基礎課程学校、聖マルティーニ基礎課程学校、聖ヨーゼフ基礎課程学校、福音主義のマルティン＝ルター基礎課程学校が中核市部に、エーリヒ＝ケストナー共同基礎課程学校がレッケンフェルトにある。これより上級の学校は、実科学校1校（ヴェステンのアンネ＝フランク実科学校）、ギムナジウム 1校（リンデン通りのギムナジウム・アウグスティニアヌム、バイリンガル部門を持つ）、総合学校 1校（タイヒ通りのネルソン＝マンデラ総合学校）ゼクンダーシュトゥーフェ I を持つ情動・社会的成長に重点を置く養護学校 1校（アルテ・リンデン通りのシューレ・アン・デア・エムス、旧ヨハネスシューレ）がある。2012/13年の学期に、隣接するマリエン本課程学校とユスティス＝クラインヴェヒター実科学校が合併して総合学校が成立した。母体となった両校は2017年夏に閉校となり、現在は存在していない。
これらの学校は「レイシズムのない学校 - 勇気のある学校」プロジェクトに参加している。

#### その他の教育施設
上述の公認の学校の他にグレーヴェンには音楽学校 1校と市民大学が存在する。これら両校は、隣接するエムスデッテン、ザーベックと共同で目的連合として運営されている。

### 市立図書館
グレーヴェンは市立図書館を有している。そのカタログはオンラインでアクセスすることが可能である。この市立図書館は、2015年に解散したドイツの全国的な図書館協議会であるベルテルスマン財団のBIXに毎年参加していた。2009年に145,000人の来訪者、358,000件の貸し出しという新記録を樹立し、さらに2011年の貸し出し数は390,067件に達した。約38,500冊の書籍、50種の雑誌、合計44,200点以上のメディア類が貸し出しの対象である。2016年の貸し出し数は約340,000件であった。

### 市立文書館
グレーヴェンには近代的な市立文書館がある。その収蔵品もインターネットで見ることができる。このサイトは街の歴史に関する史料情報を閲覧することができ、一部は無料でダウンロードすることができる。「アーカイブポータル NRW」の市立文書館のサイトを介して収蔵品の情報を呼び出すことができる。さらにいくつかのデータは「アーカイブポータル-D」でオンライン化されている。

### 新聞
- ヴェストフェリシェ・ナハリヒテン
- グレーヴェナー・ツァイトゥング（ミュンステルシェ・ツァイトゥングの地方版で、ヴェスフェリシェ・ナハリヒテンのローカル面の内容を掲載している）
- 「ヴィア・イン・グレーヴェン」（フリーペーパー、水曜日と土曜日）
- 「ハロー」（フリーペーパー、水曜日と土曜日）

### 交通

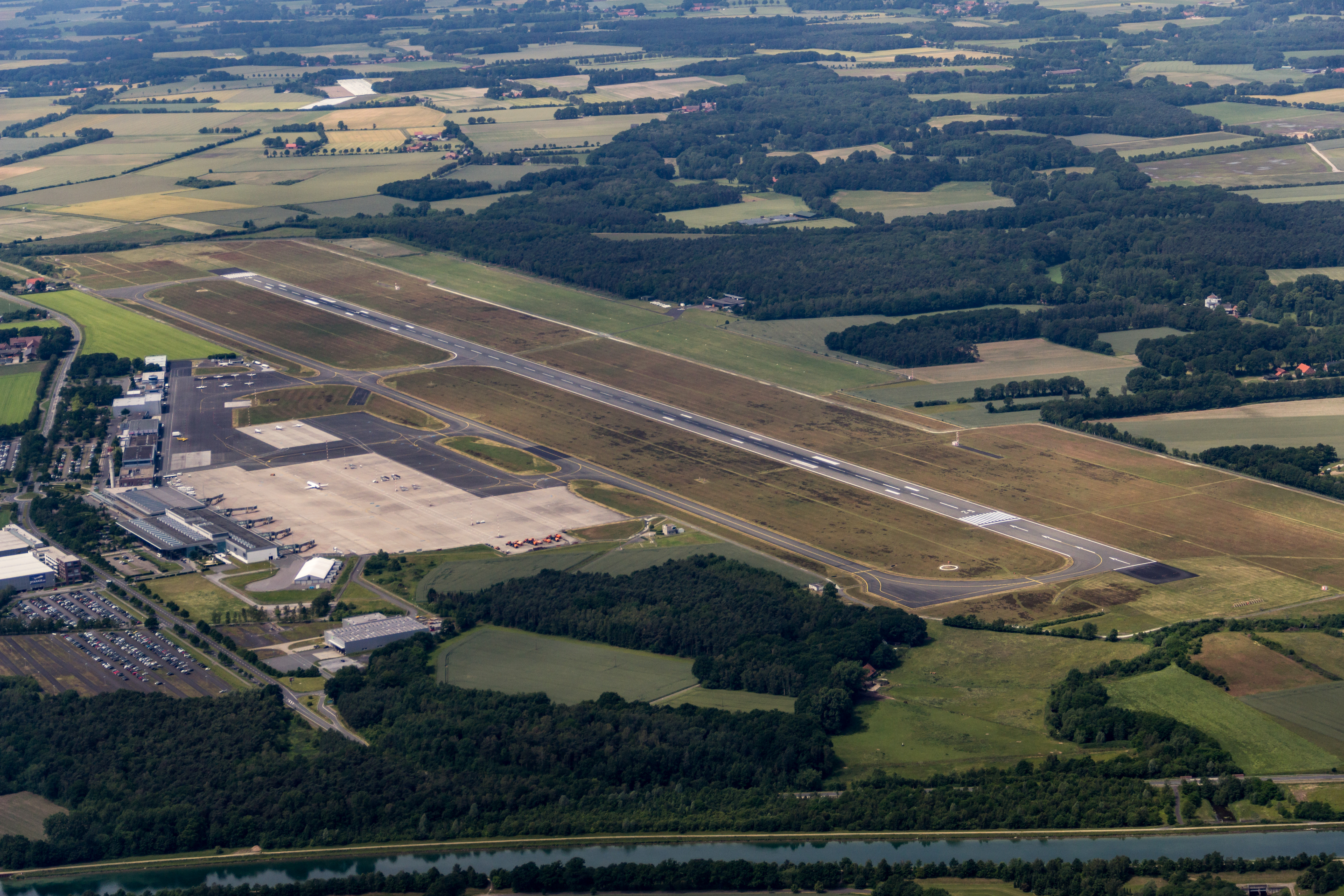
ミュンスター/オスナブリュック空港

#### 航空
グレーヴェンは、市域内にミュンスター/オスナブリュック国際空港 (FMO) を有していることで全国的に重要である。利用客数は長年減少し続けていたが、2015年から微増に転じた。FMO 前にエアポートパークが建設された。FMO は数年前から固有のアウトバーン・インターチェンジを有している。ミュンスター/オスナブリュック空港は、観光用チャーター機の他、主に小型地域間航空の空港として利用されている。ルフトハンザが、フランクフルトおよびミュンヘンに定期便を運行している。

#### 道路
グレーヴェンには、アウトバーン A1号線のインターチェンジがある。連邦道 B219号線および B481号線がグレーヴェンを通っている。

#### 鉄道
本市は、鉄道ミュンスター - ライネ線沿いに位置しており、ミュンスターラント交通共同体に属している。1時間に2本、エムデン行きおよびケルン経由クレーフェルト行きが発着する。また、ミュンスターとライネとの間のすべての駅が利用可能なエムス鉄道も往来している。グレーヴェン駅は、エムス左岸にあり、内市街まで徒歩で10分ほどである。レッケンフェルト地区にも駅がある。
| 列車名                                  | 行程 | 運行間隔 | 運行業者                 | 使用する車両  |
| --------------------------------------- | --- | -------- | ------------------------ | ------------- |
| RE 7 ライン＝ミュンスター＝エクスプレス | ライネ − エムスデッテン - グレーヴェン - ミュンスター中央駅 - ミュンスター＝ヒルトルプ - ドレンシュタインフルト - ハム (ヴェストファーレン) - ベーネン - ウナ - ホルツヴィッケデ - シュヴェールテ - ハーゲン中央駅 - エネペタール - シュヴェルム - ヴッパータール＝オーバーバールメン - ヴッパータール中央駅 - ゾーリンゲン中央駅 - オプラーデン - ケルン・メッセ/ドイツ駅 - ケルン中央駅 - ドルマーゲン - ノイス中央駅 - メールブッシュ＝オステラート - クレーフェルト＝オップム - クレーフェルト中央駅 | 60分     | ナショナル・エクスプレス | タレント2 × 2 |
| RE 15 エムスラント＝エクスプレス        | エムデン＝アウセンハーフェン - エムデン中央駅 - レーア (オストフリースラント) - パーペンブルク - アッシェンドルフ - メッペン - リンゲン (エムス) - ザルツベルゲン - ライネ - エムスデッテン - グレーヴェン - ミュンスター中央駅 | 60分     | ヴェストファーレン鉄道   | Flirt 3 × 1-2 |
| RB 65 エムス＝バーン（エムス鉄道）      | ライネ - ライネ＝メーズム - エムスデッテン - レッケンフェルト - グレーヴェン - ミュンスター＝シュプラーケル - ミュンスター・ツェントルム・ノルト - ミュンスター中央駅 | 30分     | オイロバーン             | Flirt         |

#### バス
グレーヴェンでは、市バス路線が利用できる。この他に、ミュンスター、ノルトヴァルデ、エムスデッテン、イベンビューレン、ザーベック行きのローカルバスがある。空港からはオスナブリュック行きの高速バスが運行している。

#### 航行
グレーヴェンはエムス川に面している。ただし船はここまで航行できない。カヌーコースは人気である。ドルトムント＝エムス運河はシュメーデハウゼン地区に接している。フューストルプ地区には、キャンピングカー駐車場を備えたヨットハーバーや、運河橋「KÜ」がある。ここでは、ドルトムント＝エムス運河は、橋の上の通路を通り、エムス川を越える。
- グレーヴェン駅
- ギンプテ地区付近のエムス川

### 消防と救急
グレーヴェンには専任担任を有する消防団がある。消防団には200人の自由意思団員と14人の専任団員が所属している。グレーヴェン消防団は、内市街、ギンプテ、レッケンフェルト、シュメーデハウゼン、ヴェステローデの各消防隊からなる。また、この消防団は、若者向けに21人の隊員を擁する青年消防団を組織している。
救急サービスは、週7日間専任の消防団員によって保証されている。月曜日から金曜日までマルテザー救急隊の救急車がこれを支援している。マルテザー救急隊「Up'n Nien Esch」に配備されている救急車は、医師と、グレーヴェン消防団とマルテザー・グレーヴェンの救急救命士や救急隊員が交替で乗務する。
また、グレーヴェン・ドイツ人命救助協会 (DLRG) は、ライネ消防団とともにシュタインフルト郡に2つある救命潜水グループの1つである。

## 関連文献
- Josef Prinz (2005). Greven an der Ems : die Geschichte der Stadt und des Amtes Greven. Greven: Stadt Greven. ISBN 978-3-928372-15-2
- Detlef Dreßler, Hans Galen, Christoph Spieker, ed (1994). Greven 1918–1950. ISBN 3-928372-01-7
- Ulrich Reske, ed (2000). Greven 1950 bis 2000 – Chronik einer jungen Stadt. Geschichte im Spiegel der Zeitung
- Stefan Schröder (2005). Displaced Persons im Landkreis und in der Stadt Münster 1945–1951. Münster: Verlag Aschendorff

これらの文献は、翻訳元であるドイツ語版の参考文献として挙げられていたものであり、日本語版作成に際し直接参照してはおりません。